# شهرستان گاپیونگ
گپیونگ (به لاتین: Gapyeong County) یک منطقهٔ مسکونی در کره جنوبی است که در استان گیونگی-دو واقع شده‌است. گپیونگ ۸۴۳٫۲۶ کیلومتر مربع مساحت و ۶۲٬۰۵۷ نفر جمعیت دارد.